# Sociedad Francesa de Psicoanálisis
La Sociedad Francesa de Psicoanálisis (SFP) ("Société Française de Psychanalyse") fue una asociación profesional psicoanalítica francesa, en cuya fundación, ocurrida en 1953 , participó Jacques Lacan.
Los primeros años de la década de los ´50 fueron un período de crecientes divergencias al interior de la Sociedad Psicoanalítica de París (Société Parisienne de Psychanalyse (SPP)), la que a su vez era parte de la Asociación Psicoanalítica Internacional (IPA). La disputa se centró alrededor del presidente Sacha Nacht y del vicepresidente Lacan, con foco en la práctica de las "sesiones breves" de Lacan.

La primera escisión francesa se produjo en 1953, en torno a la creación de un nuevo instituto de psicoanálisis y de la cuestión del análisis profano. Agrupados alrededor de Sacha Nacht, los partidarios de la corporación médica se oponían a los universitarios liberales que rodeaban a Daniel Lagache y sostenían a los alumnos del instituto indignados por el autoritarismo de Nacht.

Discutido a lo largo de esta crisis por su práctica de las sesiones de duración variable (o sesiones cortas), que cuestionaba el ritual de la duración obligatoria (cuarenta y cinco-cincuenta minutos) impuesto por las normas de la IPA, Lacan se alineó con los universitarios. Por cierto, era favorable al análisis profano, pero no compartía ninguna de las tesis de Lagache sobre la psicología clínica. Recusando cualquier idea de asimilación del psicoanálisis a cualquier psicología, consideraba los estudios de filosofía, letras o psiquiatría como las tres mejores vías de acceso a las formación de los analistas. De tal modo retomaba el programa diseñado por Freud en el Congreso de la IPA de Budapest, en 1918.

Violentamente hostil a Lacan y asustada por la agitación de los alumnos, Marie Bonaparte, aunque favorable al análisis profano, brindó su apoyo al grupo de Nacht, provocando de tal modo la partida de los liberales y de la gran mayoría de los alumnos.
 Élisabeth Roudinesco & Michel Plon, Diccionario de psicoanálisis

En enero de 1953, Lacan pasó a ser presidente de la organización, pero en junio del mismo año, después de nuevas divergencias y de un voto de desconfianza, cinco miembros renunciaron a la SPP. Una de las consecuencias de esta salida fue que el nuevo grupo no era miembro de la IPA. Estos cinco profesionales - Lacan, Dolto, Lagache, Favez-Boutonnier y Reverchon-Jouve - formaron un nuevo grupo: la Société Française de Psychanalyse (SFP), buscando afiliarse a la IPA.

Lagache fundó entonces la Société française de psychanalyse (SFP, 1953-1963), donde se encontraron Lacan, Dolto, Juliette Favez-Boutonier, así como los principales representantes de la tercera generación psicoanalítica francesa: Didier Anzieu, Jean Laplanche, Jean-Bertrand Pontalis, Serge Leclaire, François Perrier, Daniel Widlócher, Jenny Aubry, Octave Mannoni, Maud Mannoni, Moustapha Safotran. Con la excepción de Wladimir Granoff, todos ellos estaban o habían estado en análisis o control con Lacan. En el primer congreso de la SFP, que se reunió en Roma en septiembre de 1953, Lacan presentó un trabajo notable, "Función y campo de la palabra y el lenguaje en psicoanálisis" (o "Discurso de Roma"), en el cual expuso los principales elementos de su sistema de pensamiento, derivado de la lingüística estructural y de influencias diversas, filosóficas y científicas.
Élisabeth Roudinesco & Michel Plon, Diccionario de psicoanálisis

En los años siguientes se desarrolló un proceso complejo de negociaciones en torno al status de la SFP dentro de la IPA. La práctica de Lacan, con su controvertida innovación consistente en sesiones de extensión variable, así como la postura crítica que adoptó frente a gran parte de la ortodoxia aceptada de la teoría y práctica psicoanalíticas, condujo a que en agosto de 1963 la IPA impusiera como condición para el registro de la SFP el que Lacan fuera removido de las listas de analistas didácticos de la organización.

Al abandonar la SPP, los fundadores de la SFP habían perdido, sin advertirlo, su afiliación a la IPA. A partir de 1953 se iniciaron negociaciones con el ejecutivo central para que ese segundo grupo francés fuera también incorporado. En esa época nadie soñaba con emanciparse de la legitimidad freudiana, y Lacan incluso menos que los otros. Respaldados por él, Granoff, Leclaire y Perrier formaron una "troica" cuya tarea era negociar la incorporación de la SFR Después de años de discusiones e intercambios, el comité ejecutivo de la IPA negó a Lacan y Dolto el derecho de formar didactas. Las razones eran complejas. Se reprochaba a Lacan la transgresión de las reglas técnicas, en particular las que determinaban la duración de las sesiones. En el caso de Dolto, el rechazo se basaba en parte en su manera de practicar el psicoanálisis de niños, pero también cuestionaban su formación didáctica: en esa época, en efecto, los alumnos de René Laforgue habían sido invitados a realizar un nuevo análisis.
 
La segunda escisión (una "excomunión" según Lacan) del movimiento psicoanalítico se produjo en el invierno de 1963. Fue vivida como un desastre por todos los miembros de la SFP, tanto por los alumnos como por los negociadores: Leclaire, Lacan, Granoff, Pierrier (y Pierre Turquet por Gran Bretaña).
Élisabeth Roudinesco & Michel Plon, Diccionario de psicoanálisis

Lacan se negó a cumplir tal condición y abandonó la SFP para crear en junio de 1964 su propia escuela, que se hizo conocida como École Freudienne de Paris (EFP).

En 1964 se disolvió la SFP y Lacan fundó la École freudienne de Paris (EFP), mientras que la mayoría de sus mejores alumnos se volvían a encontrar junto a Lagache en la Association psychanalytique de France (APF) reconocida por la IPA. Obligado a mudar su seminario, Lacan, gracias a la intervención de Louis Althusser, fue acogido en una sala de la Escuela Normal Superior (ENS) de la rue d'Ulm, donde pudo continuar su enseñanza.
Élisabeth Roudinesco & Michel Plon, Diccionario de psicoanálisis